# Timandra punctinervis
Timandra punctinervis är en fjärilsart som beskrevs av Louis Beethoven Prout 1916. Timandra punctinervis ingår i släktet Timandra och familjen mätare. Inga underarter finns listade i Catalogue of Life.